# Rebollosa de Jadraque
Rebollosa de Jadraque település Spanyolországban, Guadalajara tartományban. Rebollosa de Jadraque Angón, La Bodera, Riofrío del Llano, Santiuste és Viana de Jadraque községekkel határos. Lakosainak száma 10 fő (2024).

## Népesség
A település népessége az utóbbi években az alábbiak szerint változott:
| Lakosok száma | 32   | 32   | 32   | 25   | 20   | 14   | 12   | 11   | 10   | 10   |
|               | 2001 | 2004 | 2006 | 2009 | 2011 | 2014 | 2016 | 2019 | 2021 | 2024 |